# Макарівські вісті
«Мака́рівські ві́сті» — україномовне періодичне видання, громадсько-політична газета, що видається у смт Макарові Київської області. Виходить щоп'ятниці.
Засновники газети до 2019 року — Макарівська районна державна адміністрація, районна рада, трудовий колектив редакції газети; з 2019-го — ТОВ «Макарівські вісті». Редактор газети — Марина Токар.
Наклад періодичного видання у 2010 році становив за передплатою 2 540 примірників, для роздрібної торгівлі — 800 примірників, газета друкувалася в друкарні «Інтерекспресдрук» (вул. Івана Дзюби, 3, м. Київ).

## Історія

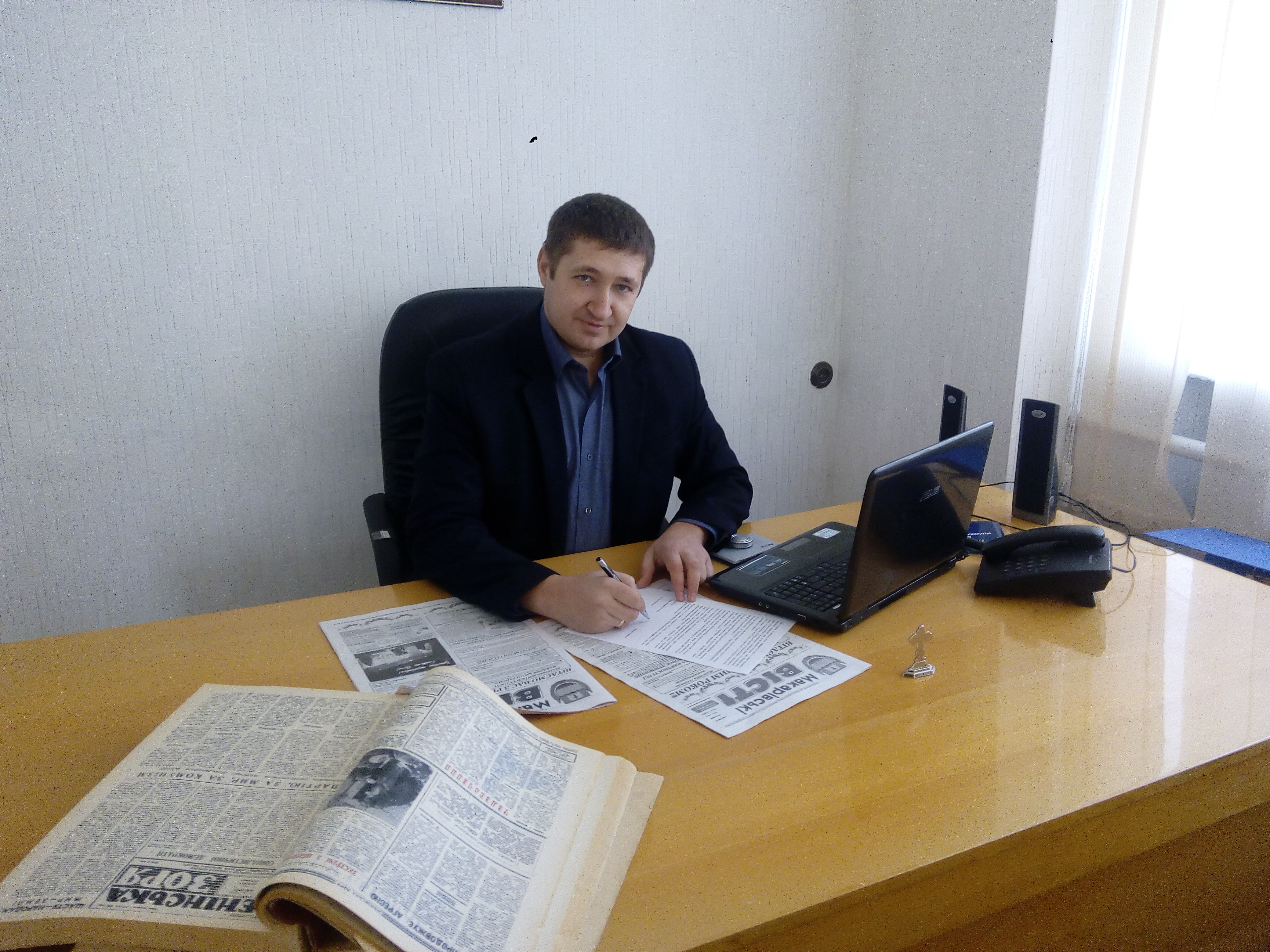
Максим Кравченя

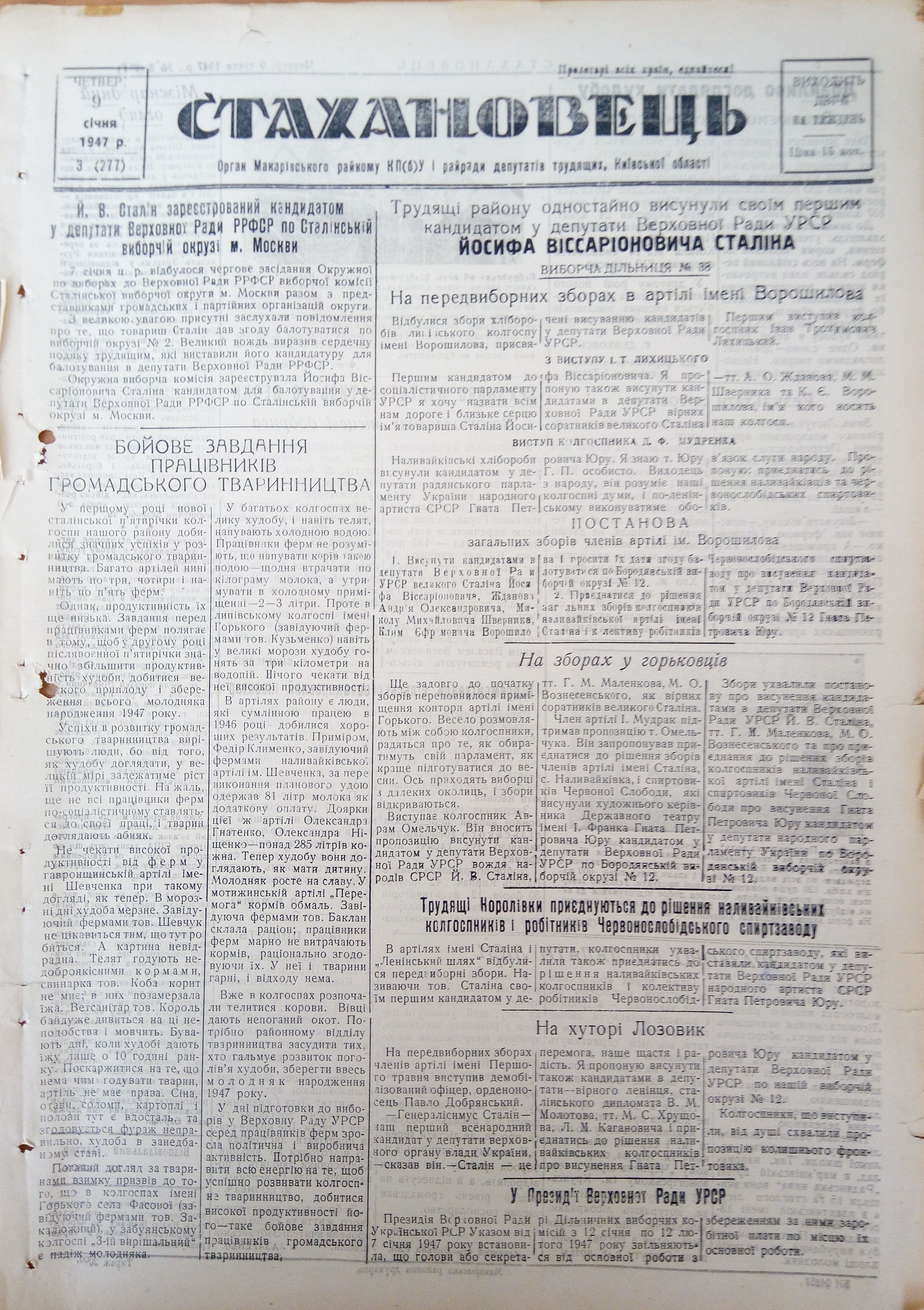
Перша сторінка макарівської районної газети «Стахановець» від 9 січня 1947 року

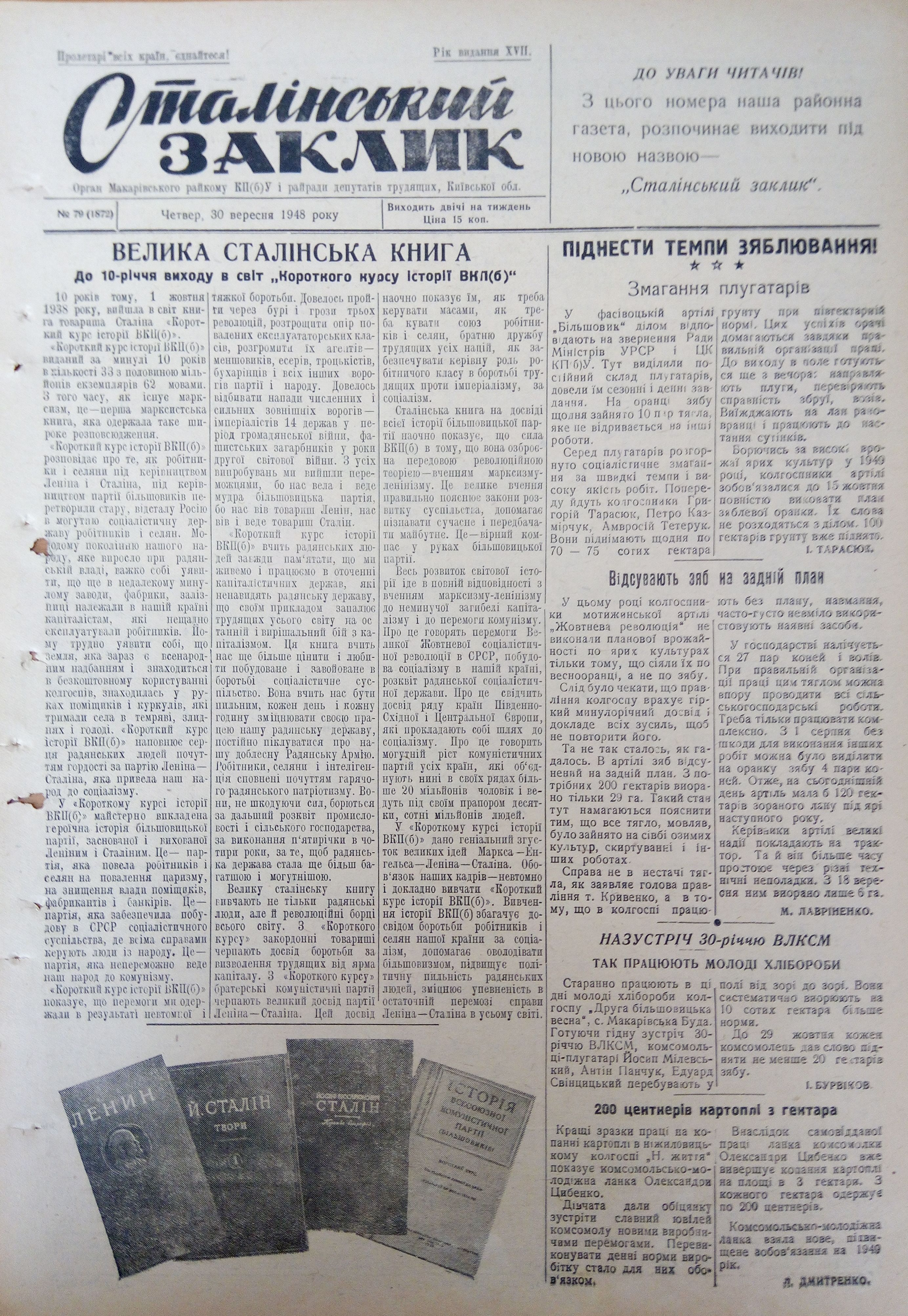
Перший випуск макарівської районної газети під заголовком «Сталінський заклик». 30 вересня 1948 року

10 січня 1932 року в Макарові вийшов у світ перший номер районної газети «За соціалістичні темпи». Її заснував талановитий педагог і журналіст Іван Дмитрович Бурденний. Видання виходило накладом 2250 примірників на двох сторінках двічі на тиждень.
У повоєнний час, у лютому 1944 року, Макарівська районна газета вийшла під новою назвою — «Стахановець». Можливо, це був ідеологічний хід у напрямку популяризації стахановського руху, адже вкрай необхідно було піднімати з руїн знівечену війною українську землю. Проте, з нагоди відзначення 10-річчя виходу у світ «Великої сталінської книги» (курсу історії ВКП(б)), газету перейменовують. У четвер, 30 вересня 1948 року читачі отримали № 79 (1872) районної газети під назвою «Сталінський заклик». Це ім'я друкований орган Макарівського райкому партії носив до 29 грудня 1957 року. Від цієї дати газета видається тричі на тиждень на чотирьох сторінках під назвою «Ленінська зоря».
5 січня 1972 року відзначали «5000 зустрічей з читачами за 40 літ» — вперше святкувався ювілей газети. Газету тоді вітали її постійні дописувачі Микола Олійник, Олександр Підсуха, Борис Палійчук, Петро Сиченко. У всі часи районна газета об'єднувала літописців Макарівщини.
Газета Макарівського райкому компартії України та районної ради народних депутатів Київської області «Ленінська зоря» виходила тиражем до 10 тисяч примірників і мала величезну популярність в районі. Постійні рубрики «Ленінської зорі»: «Суботній вечір», «Літературна сторінка», «Наша пошта», «Сторінка тваринника».
Зі здобуттям Україною незалежності, змінилися насамперед ідеологічні засади державного будівництва. Макарівський район не став винятком. Районна газета в черговий раз змінила свою назву. 30 червня 1992 року вийшов у світ останній номер «Ленінської зорі». В четвер, 2 липня 1992 року, № 76 (8866) районної газети вийшов під новою назвою — «Макарівські вісті».
З 29 квітня 2000 року газету перестали друкувати в Макарові. Через те, що обладнання на МПП «Гарнітура» безнадійно застаріло, газету вперше з 1932 року везуть на друк у Київ, пізніше — в Фастів. У 2010-х — 2020-х рр. її друкували знову в Києві, Вінниці та Чернівцях.
Першого березня 2003 року побачив світ 10 000-й номер «Макарівських вістей», у суботу, 8 травня того ж року, з нагоди 80-річчя Макарівського району, вийшов перший повнокольоровий номер газети.
10 квітня 2003 року 7 сесія районної ради 24 скликання затвердила символіку Макарівського району. Першою, 24 травня в № 39 (10022), нову символіку краю в своєму логотипі використала саме районна газета.
10 січня 2018, з нагоди 86-річчя від дня заснування газети, редактор видання Максим Кравченя підписав дозвіл на розміщення газети «Макарівські вісті» на Вікісховищі.
З травня 2021 до 18 лютого 2022 року газета видавалася повнокольоровою. Під час вторгнення Росії в Україну в лютому-березні 2022 приміщення редакції зазнало пошкоджень, газета не видавалася з 24 лютого до 10 червня 2022 року.

## Головні редактори

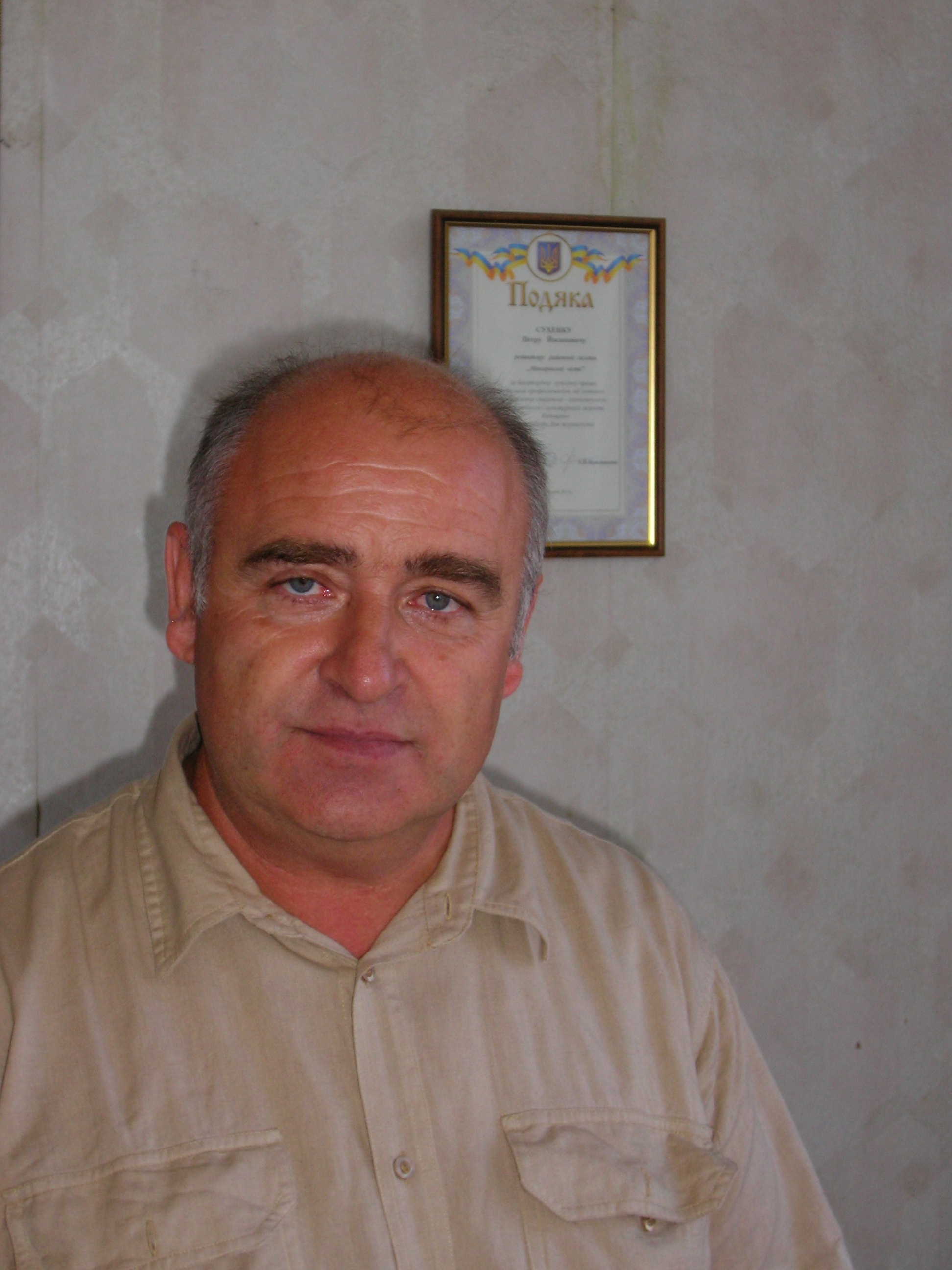
Головний редактор газети «Макарівські вісті» у 2004—2015 рр. Петро Сухенко

### За соціалістичні темпи
Січень — листопад 1932 р. — Іван Бурденний
Листопад 1932 р. — червень 1941, 1943—1944 — А. Березницький

### Стахановець
1944—1947 — А. Березницький
1947—1948 — Григорій Забзалюк
1948 — в.о. редактора В. Сорокіна, редактор К. Єрмоленко

### Сталінський заклик
1948—1949 — К. Єрмоленко
26 травня 1949—1950 — Микола Романіка
6 березня 1950—1952 — В. Литовська, в. о. редактора Петро Іващенко
16 жовтня 1952—1957 — Григорій Забзалюк

### Ленінська зоря
1957—1962 — Григорій Забзалюк
20 квітня 1962 — Січень 1967 — Василь Пилипович Грегуль, Григорій Забзалюк (заст. гол. ред.)
Січень — квітень 1967 — Федір Дригайло (т.в.о.)
27.04.1967 — жовтень 1983 — Володимир Якович Вірченко
Листопад 1983 — 18.12.1990 — Людмила Григорівна Мех
20.12.1990 — 1992 — Іван Васильович Карун

### Макарівські вісті
1992 — 19.02.2004, 25.09.2004 — 21.12.2004  — Іван Васильович Карун
20.02. — 21.09.2004 — Валентина Флоріанівна Шинтарьова
25.12.2004 — червень 2015 — Петро Йосипович Сухенко
Липень 2015 — березень 2021 — Максим Миколайович Кравченя
З квітня 2021 — Марина Токар